# Handebol nos Jogos Pan-Americanos de 2015 - Masculino
O torneio masculino de handebol nos Jogos Pan-Americanos de 2015 foi realizado entre 17 e 25 de julho no Centro de Exposições. Oito equipes participaram do evento.
A equipe vencedora classifica-se para os Jogos Olímpicos de 2016, no Rio de Janeiro. Como o Brasil ficou com a medalha de ouro, a vaga foi destinada a seleção vice-campeã.

## Medalhistas
|  | BRA Brasil |  | ARG Argentina |  | CHI Chile |
|  | Maik Santos Henrique Teixeira Fernando Pacheco Filho Bruno Santana Raul Campos Lucas Cândido Diogo Hubner Thiagus Petrus dos Santos Alexandro Pozzer Felipe Borges Fábio Chiuffa Vinícius Teixeira Oswaldo Guimarães André Soares César Almeida |  | Matías Schulz Federico Fernández Federico Pizarro Sebastián Simonet Pablo Portela Diego Simonet Pablo Simonet Leonardo Querín Federico Vieyra Fernando García Juan Pablo Fernández Gonzalo Carou Damián Migueles Adrián Portela Sergio Crevatín |  | Felipe Barrientos Sebastián Ceballos Alfredo Valenzuela Pablo Baeza Nicolás Jofre Diego Reyes Erik Caniu Javier Frelijj Cristián Moll Felipe Maurín Guillermo Araya Esteban Salinas René Oliva Rodrigo Salinas Marco Oneto |

## Formato
As oito equipes foram divididas em dois grupos de quatro equipes. Cada equipe enfrentou as outras no mesmo grupo, totalizando três jogos. As duas primeiras colocadas de cada grupo se classificaram as semifinais e as restantes para jogos de definição do quinto ao oitavo lugar. Nas semifinais, as vencedoras disputaram a medalha de ouro e as perdedoras a de bronze.

## Primeira fase
|  | Equipes classificadas à fase final            |
|  | Equipes classificadas à disputa de 5–8º lugar |

Todas as partidas seguem o fuso horário local (UTC-5).

### Grupo A
| Seleção                  | P | J | V | E | D | GP  | GC  | SG  |
| ------------------------ | - | - | - | - | - | --- | --- | --- |
| BRA Brasil               | 6 | 3 | 3 | 0 | 0 | 120 | 53  | +67 |
| URU Uruguai              | 4 | 3 | 2 | 0 | 1 | 77  | 78  | –1  |
| CAN Canadá               | 2 | 3 | 1 | 0 | 2 | 62  | 85  | –23 |
| DOM República Dominicana | 0 | 3 | 0 | 0 | 3 | 66  | 109 | –43 |

| 17 de julho 11:30 | Brasil    | 34 – 17   | Canadá   | Centro de Exposições, Toronto Árbitros: Zuñiga, Reyes |
| 17 de julho 11:30 | Pacheco 5 | (20–8)    | Walder 5 | Centro de Exposições, Toronto Árbitros: Zuñiga, Reyes |
| 17 de julho 11:30 | 2×        | Relatório | 3× 1×    | Centro de Exposições, Toronto Árbitros: Zuñiga, Reyes |

| 17 de julho 13:30 | República Dominicana | 23 – 33   | Uruguai | Centro de Exposições, Toronto Árbitros: Gjeding, Hansen |
| 17 de julho 13:30 | Mateo 6              | (12–13)   | Fabra 5 | Centro de Exposições, Toronto Árbitros: Gjeding, Hansen |
| 17 de julho 13:30 | 8× 2×                | Relatório | 4× 2×   | Centro de Exposições, Toronto Árbitros: Gjeding, Hansen |

| 19 de julho 11:30 | Uruguai      | 18 – 38   | Brasil            | Centro de Exposições, Toronto Árbitros: Guzmán, Pérez |
| 19 de julho 11:30 | Morandeira 5 | (11–16)   | Pozzer, Chiuffa 5 | Centro de Exposições, Toronto Árbitros: Guzmán, Pérez |
| 19 de julho 11:30 | 2× 3×        | Relatório | 2×                | Centro de Exposições, Toronto Árbitros: Guzmán, Pérez |

| 19 de julho 13:30 | Canadá      | 28 – 25   | República Dominicana | Centro de Exposições, Toronto Árbitros: Pinto, Menezes |
| 19 de julho 13:30 | Bessette 11 | (12–14)   | Mateo 9              | Centro de Exposições, Toronto Árbitros: Pinto, Menezes |
| 19 de julho 13:30 | 5× 2×       | Relatório | 6× 4×                | Centro de Exposições, Toronto Árbitros: Pinto, Menezes |

| 21 de julho 11:30 | Canadá      | 17 – 26   | Uruguai  | Centro de Exposições, Toronto Árbitros: Gjeding, Hansen |
| 21 de julho 11:30 | Sartisson 4 | (7–13)    | Méndez 7 | Centro de Exposições, Toronto Árbitros: Gjeding, Hansen |
| 21 de julho 11:30 | 4× 1×       | Relatório | 3× 4×    | Centro de Exposições, Toronto Árbitros: Gjeding, Hansen |

| 21 de julho 13:30 | Brasil     | 48 – 18   | República Dominicana | Centro de Exposições, Toronto Árbitros: Guzmán, Pérez |
| 21 de julho 13:30 | Chiuffa 10 | (30–7)    | Mateo 7              | Centro de Exposições, Toronto Árbitros: Guzmán, Pérez |
| 21 de julho 13:30 | 2×         | Relatório | 1× 2×                | Centro de Exposições, Toronto Árbitros: Guzmán, Pérez |

### Grupo B
| Seleção        | P | J | V | E | D | GP  | GC  | SG  |
| -------------- | - | - | - | - | - | --- | --- | --- |
| ARG Argentina  | 6 | 3 | 3 | 0 | 0 | 103 | 63  | +40 |
| CHI Chile      | 3 | 3 | 1 | 1 | 1 | 87  | 84  | +3  |
| CUB Cuba       | 3 | 3 | 1 | 1 | 1 | 87  | 89  | –2  |
| PUR Porto Rico | 0 | 3 | 0 | 0 | 3 | 68  | 109 | –41 |

| 17 de julho 18:30 | Argentina               | 35 – 18   | Cuba        | Centro de Exposições, Toronto Árbitros: Pinto, Menezes |
| 17 de julho 18:30 | F. Fernández, Pizarro 8 | (19–10)   | Balazquez 7 | Centro de Exposições, Toronto Árbitros: Pinto, Menezes |
| 17 de julho 18:30 | 5× 3×                   | Relatório | 6× 2×       | Centro de Exposições, Toronto Árbitros: Pinto, Menezes |

| 17 de julho 20:30 | Chile    | 33 – 23   | Porto Rico | Centro de Exposições, Toronto Árbitros: Minore, Marina |
| 17 de julho 20:30 | Araya 8  | (18–7)    | Nazario 9  | Centro de Exposições, Toronto Árbitros: Minore, Marina |
| 17 de julho 20:30 | 2× 3× 1× | Relatório | 7× 3×      | Centro de Exposições, Toronto Árbitros: Minore, Marina |

| 19 de julho 18:30 | Porto Rico | 22 – 38   | Argentina      | Centro de Exposições, Toronto Árbitros: Lemes, Sosa |
| 19 de julho 18:30 | Mercado 7  | (8–18)    | F. Fernández 8 | Centro de Exposições, Toronto Árbitros: Lemes, Sosa |
| 19 de julho 18:30 | 4× 2×      | Relatório | 3× 4×          | Centro de Exposições, Toronto Árbitros: Lemes, Sosa |

| 19 de julho 20:30 | Cuba     | 31 – 31   | Chile         | Centro de Exposições, Toronto Árbitros: Gjeding, Hansen |
| 19 de julho 20:30 | Robles 8 | (14–13)   | R. Salinas 12 | Centro de Exposições, Toronto Árbitros: Gjeding, Hansen |
| 19 de julho 20:30 | 7× 2×    | Relatório | 8× 3×         | Centro de Exposições, Toronto Árbitros: Gjeding, Hansen |

| 21 de julho 18:30 | Cuba        | 38 – 23   | Porto Rico | Centro de Exposições, Toronto Árbitros: Lemes, Sosa |
| 21 de julho 18:30 | Toledano 13 | (22–13)   | Hiraldo 7  | Centro de Exposições, Toronto Árbitros: Lemes, Sosa |
| 21 de julho 18:30 | 6× 1×       | Relatório | 5× 4×      | Centro de Exposições, Toronto Árbitros: Lemes, Sosa |

| 21 de julho 20:30 | Argentina              | 30 – 23   | Chile    | Centro de Exposições, Toronto Árbitros: Pinto, Menezes |
| 21 de julho 20:30 | F. Fernández, Vieyra 8 | (20–12)   | Araya 7  | Centro de Exposições, Toronto Árbitros: Pinto, Menezes |
| 21 de julho 20:30 | 6× 3× 2×               | Relatório | 4× 3× 1× | Centro de Exposições, Toronto Árbitros: Pinto, Menezes |

## Fase final

### Classificação 5º–8º lugar
|  | Classificação 5º–8º lugar | Classificação 5º–8º lugar |    |                     | 5º lugar             | 5º lugar |  |
|  |                           |                           |    |                     |                      |          |  |
|  | 23 de julho – 11:00       |                           |    |                     |                      |          |  |
|  | Canadá                    | 24                        |    |                     |                      |          |  |
|  | Porto Rico                | 29                        |    |                     |                      |          |  |
|  |                           |                           |    |                     |                      |          |  |
|  |                           |                           |    |                     | 25 de julho – 13:00  |          |  |
|  |                           |                           |    |                     | Porto Rico (pro)     | 39       |  |
|  |                           | Cuba                      | 38 |                     |                      |          |  |
|  |                           |                           |    |                     |                      |          |  |
|  |                           |                           |    |                     |                      |          |  |
|  |                           |                           |    |                     | 7º lugar             |          |  |
|  | 23 de julho – 18:00       | 23 de julho – 18:00       |    | 25 de julho – 10:30 | 25 de julho – 10:30  |          |  |
|  | República Dominicana      | 24                        |    | Canadá              | 27                   |          |  |
|  | Cuba                      | 40                        |    |                     | República Dominicana | 23       |  |

| 23 de julho 11:00 | Canadá   | 24 – 29   | Porto Rico | Centro de Exposições, Toronto Árbitros: Lemes, Sosa |
| 23 de julho 11:00 | Walder 7 | (10–14)   | Hiraldo 15 | Centro de Exposições, Toronto Árbitros: Lemes, Sosa |
| 23 de julho 11:00 | 3×       | Relatório | 2× 3×      | Centro de Exposições, Toronto Árbitros: Lemes, Sosa |

| 23 de julho 18:00 | República Dominicana | 24 – 40   | Cuba        | Centro de Exposições, Toronto Árbitros: Minore, Marina |
| 23 de julho 18:00 | Mateo 6              | (12–20)   | Hernández 9 | Centro de Exposições, Toronto Árbitros: Minore, Marina |
| 23 de julho 18:00 | 6× 3×                | Relatório | 3×          | Centro de Exposições, Toronto Árbitros: Minore, Marina |

### Semifinais
|  | Semifinais          | Semifinais          |    |                     | Final               | Final |  |
|  |                     |                     |    |                     |                     |       |  |
|  | 23 de julho – 13:30 |                     |    |                     |                     |       |  |
|  | Brasil              | 34                  |    |                     |                     |       |  |
|  | Chile               | 24                  |    |                     |                     |       |  |
|  |                     |                     |    |                     |                     |       |  |
|  |                     |                     |    |                     | 25 de julho – 20:00 |       |  |
|  |                     |                     |    |                     | Brasil (pro)        | 29    |  |
|  |                     | Argentina           | 27 |                     |                     |       |  |
|  |                     |                     |    |                     |                     |       |  |
|  |                     |                     |    |                     |                     |       |  |
|  |                     |                     |    |                     | 3º lugar            |       |  |
|  | 23 de julho – 20:30 | 23 de julho – 20:30 |    | 25 de julho – 17:30 | 25 de julho – 17:30 |       |  |
|  | Uruguai             | 12                  |    | Chile               | 23                  |       |  |
|  | Argentina           | 20                  |    |                     | Uruguai             | 17    |  |

| 23 de julho 13:30 | Brasil      | 34 – 24   | Chile    | Centro de Exposições, Toronto Árbitros: Gjeding, Hansen |
| 23 de julho 13:30 | Guimarães 5 | (19–12)   | Maurín 5 | Centro de Exposições, Toronto Árbitros: Gjeding, Hansen |
| 23 de julho 13:30 | 5× 2×       | Relatório | 4× 3× 1× | Centro de Exposições, Toronto Árbitros: Gjeding, Hansen |

| 23 de julho 20:30 | Uruguai | 12 – 20   | Argentina     | Centro de Exposições, Toronto Árbitros: Zuñiga, Reyes |
| 23 de julho 20:30 | Gamiz 3 | (7–7)     | S. Simonet 10 | Centro de Exposições, Toronto Árbitros: Zuñiga, Reyes |
| 23 de julho 20:30 | 6× 2×   | Relatório | 3×            | Centro de Exposições, Toronto Árbitros: Zuñiga, Reyes |

### Disputa pelo 7º lugar
| 25 de julho 10:30 | Canadá   | 27 – 23   | República Dominicana | Centro de Exposições, Toronto Árbitros: Guzmán, Pérez |
| 25 de julho 10:30 | Touzel 6 | (16–12)   | Mateo 8              | Centro de Exposições, Toronto Árbitros: Guzmán, Pérez |
| 25 de julho 10:30 | 4× 3×    | Relatório | 5× 1×                | Centro de Exposições, Toronto Árbitros: Guzmán, Pérez |

### Disputa pelo 5º lugar
| 25 de julho 13:00 | Porto Rico         | 39 – 38 (Pro) | Cuba         | Centro de Exposições, Toronto Árbitros: Lemes, Sosa |
| 25 de julho 13:00 | Hiraldo 13         | (17–15)       | Hernández 15 | Centro de Exposições, Toronto Árbitros: Lemes, Sosa |
| 25 de julho 13:00 | 3×                 | Relatório     | 4× 3× 2×     | Centro de Exposições, Toronto Árbitros: Lemes, Sosa |
| 25 de julho 13:00 | 2T: 33–33 Pro: 6–5 |               |              | Centro de Exposições, Toronto Árbitros: Lemes, Sosa |

### Disputa pelo bronze
| 25 de julho 17:30 | Chile        | 23 – 17   | Uruguai | Centro de Exposições, Toronto Árbitros: Minore, Marina |
| 25 de julho 17:30 | R. Salinas 6 | (10–9)    | Fabra 4 | Centro de Exposições, Toronto Árbitros: Minore, Marina |
| 25 de julho 17:30 | 2×           | Relatório | 4× 2×   | Centro de Exposições, Toronto Árbitros: Minore, Marina |

### Final
| 25 de julho 20:00 | Brasil             | 29 – 27 (Pro) | Argentina      | Centro de Exposições, Toronto Árbitros: Gjeding, Hansen |
| 25 de julho 20:00 | Hubner, Santos 6   | (9–11)        | F. Fernández 8 | Centro de Exposições, Toronto Árbitros: Gjeding, Hansen |
| 25 de julho 20:00 | 5× 3× 1×           | Relatório     | 2×             | Centro de Exposições, Toronto Árbitros: Gjeding, Hansen |
| 25 de julho 20:00 | 2T: 24–24 Pro: 5–3 |               |                | Centro de Exposições, Toronto Árbitros: Gjeding, Hansen |

## Classificação final
| Pos.              | Equipe                   | Campanha | Campanha | Campanha |
| Pos.              | Equipe                   | V        | E        | D        |
| ----------------- | ------------------------ | -------- | -------- | -------- |
| Medalha de ouro   | BRA Brasil               | 5        | 0        | 0        |
| Medalha de prata  | ARG Argentina            | 4        | 0        | 1        |
| Medalha de bronze | CHI Chile                | 2        | 1        | 2        |
| 4                 | URU Uruguai              | 2        | 0        | 3        |
| 5                 | PUR Porto Rico           | 2        | 0        | 3        |
| 6                 | CUB Cuba                 | 2        | 1        | 2        |
| 7                 | CAN Canadá               | 2        | 0        | 3        |
| 8                 | DOM República Dominicana | 0        | 0        | 5        |